# Jeff Staples
Jeff Staples (né le 4 mars 1975 à Kitimat, dans la province de la Colombie-Britannique au Canada) est un joueur de hockey sur glace. Il évoluait au poste de défenseur.

## Biographie

### Carrière junior
En 1991, à l’âge de 16 ans, Jeff rejoint les Terriers de Portage, une équipe évoluant dans la Ligue de hockey junior du Manitoba. Il dispute quarante-deux rencontres pour ce club, tout en récoltant cent-six minutes de pénalité.
Durant cette saison, il obtient une audition de trois matchs auprès des Wheat Kings de Brandon, un club évoluant dans la Ligue de hockey de l'Ouest. Il réussit à convaincre ces derniers et évolue sous leurs couleurs durant les trois saisons suivantes.
Il a même la chance de participer avec ces derniers à la Coupe Memorial en 1995, où les Wheat Kings se feront éliminer en demi-finale.

### Carrière professionnelle
Le 26 juin 1993, durant le  Repêchage d'entrée dans la Ligue nationale de hockey, il est choisi en 10e ronde, à la 244e position par les Flyers de Philadelphie .
Il dispute la saison 1995-1996 avec le club affilié des Flyers, les Bears de Hershey dans la Ligue américaine de hockey. 
L’année suivante, Les Flyers déménage de patinoire et achètent une franchise LAH qu’ils vont installer dans leur ancienne patinoire, le Wachovia Spectrum. Staples fait partie des joueurs qui rejoignent ce nouveau club école, nommé les Phantoms de Philadelphie. La première saison, ils vont remporter le trophée Frank-Mathers en tant que champion de la division Mid-Atlantic. La saison suivante, ils remportent quatre trophées : le Frank Mathers, le trophée Robert-W.-Clarke en tant que champion de l’association de l’Ouest, le trophée Macgregor-Kilpatrick en tant que champion de la saison régulière et surtout la Coupe Calder en tant que vainqueur des séries.
le 26 juin 1998, il est échangé par les Flyers en compagnie de Dominic Roussel à la toute nouvelle franchise de la LNH, les Predators de Nashville, en retour d’un choix de septième ronde au Repêchage de 1998 .
Lors de la saison 1998-1999, il découvre la  Ligue internationale de hockey en évoluant pour le club école des Predators, les Admirals de Milwaukee.
Pour la saison suivante, il s’entend avec les Flames de Saint-Jean, équipe affiliée aux Flames de Calgary. Il passe la saison entière dans la LAH et choisit de raccrocher ses patins au terme de cette saison, à l’âge de 25 ans.

## Statistiques
| Saison    | Équipe                   | Ligue          |    | Saison régulière | Saison régulière | Saison régulière | Saison régulière | Saison régulière |   | Séries éliminatoires | Séries éliminatoires | Séries éliminatoires | Séries éliminatoires | Séries éliminatoires |
| Saison    | Équipe                   | Ligue          | PJ | B                | A                | Pts              | Pun              | PJ               | B | A                    | Pts                  | Pun                  |                      |                      |
| 1991-1992 | Terriers de Portage      | LHJM           | 42 | 10               | 13               | 23               | 106              |                  |   |                      |                      |                      |                      |                      |
| 1991-1992 | Wheat Kings de Brandon   | LHOu           | 3  | 0                | 0                | 0                | 0                |                  |   |                      |                      |                      |                      |                      |
| 1992-1993 | Wheat Kings de Brandon   | LHOu           | 40 | 0                | 5                | 5                | 114              | 4                | 0 | 1                    | 1                    | 4                    |                      |                      |
| 1993-1994 | Wheat Kings de Brandon   | LHOu           | 37 | 0                | 7                | 7                | 126              | -                | - | -                    | -                    | -                    |                      |                      |
| 1994-1995 | Wheat Kings de Brandon   | LHOu           | 57 | 3                | 16               | 19               | 176              | 18               | 0 | 2                    | 2                    | 23                   |                      |                      |
| 1994-1995 | Wheat Kings de Brandon   | Coupe Memorial |    |                  |                  |                  |                  | 4                | 0 | 1                    | 1                    | 18                   |                      |                      |
| 1995-1996 | Bears de Hershey         | LAH            | 61 | 7                | 3                | 10               | 100              | 5                | 0 | 1                    | 1                    | 0                    |                      |                      |
| 1996-1997 | Phantoms de Philadelphie | LAH            | 74 | 4                | 11               | 15               | 157              | 8                | 0 | 2                    | 2                    | 10                   |                      |                      |
| 1997-1998 | Phantoms de Philadelphie | LAH            | 63 | 4                | 16               | 20               | 187              | 19               | 0 | 0                    | 0                    | 23                   |                      |                      |
| 1998-1999 | Admirals de Milwaukee    | LIH            | 69 | 2                | 10               | 12               | 155              | 2                | 0 | 0                    | 0                    | 2                    |                      |                      |
| 1999-2000 | Flames de Saint-Jean     | LAH            | 72 | 2                | 14               | 16               | 89               | 2                | 0 | 0                    | 0                    | 0                    |                      |                      |